# Dick Slater
Richard Van Slater (* 19. Mai 1951 in Tampa, Florida; † 18. Oktober 2018), besser bekannt unter seinem Ringnamen Dick Slater, war ein US-amerikanischer Wrestler. Seine aktive Wrestlingkarriere fand zwischen 1972 und 1996 statt. Er trat für diverse Promotions an, darunter Mid-Atlantic Championship Wrestling und World Championship Wrestling (WCW).

## Leben

### Anfänge
Slater begann das Ringen 1968 an der Robinson High School in Tampa, Florida zusammen mit Mike Graham. Dessen Vater Eddie Graham, ein ehemaliger Wrestler in der National Wrestling Alliance und später Promoter für Championship Wrestling from Florida (2007 unter dem Namen Florida Championship Wrestling reaktiviert), arbeitete als Ringertrainer und stellte der Highschool auch einen Ring zur Verfügung. Slater war in der Amateur Athletic Union und besuchte später die University of Tampa, wo er neben dem Ringen auch als American-Football-Spieler aktiv war. Er erhielt sogar die Chance bei den Miami Dolphins spielen zu können, lehnte jedoch aus privaten Gründen ab.
Mike Graham überredete ihn dazu Wrestler zu werden. Im Sportatorium von Florida trainierte er unter anderem unter Jack Brisco, Bob Roop, Hiro Matsuda und Bill Watts. Slater begann seine aktive Wrestlingkarriere bei Championship Wrestling from Florida (CWF). Er blieb dort drei Jahre und durfte mehrfach NWA-Florida-Tag-Team-Champion zusammen mit unterschiedlichen Wrestlern wie Dusty Rhodes, Stan Vachon, Toru Tanaka und Johnny Weaver, sowie NWA Florida Television Champion werden.

### Georgia Championship Wrestling (1972–1983)
Nachdem er die CWF verlassen hatte, arbeitete er für diverse Promotions in Kalifornien. Unter anderem bestritt er Kämpfe gegen Pat Patterson und Ray Stevens. Weitere Stationen waren Las Vegas und Reno in Nevada. Anschließend blieb er acht Jahre bei Georgia Championship Wrestling. Dort gewann er unter anderem vier Mal die NWA Georgia Heavyweight Championship und zusammen mit Bob Orton, Jr. die beiden Tag-Team-Gürtel der Promotion. Er trat außerdem in Missouri und Florida an. Slater gab später an, auch als Kandidat für den NWA-World-Heavyweight-Titel im Gespräch gewesen zu sein, doch die Promoter versagten ihm einen Gewinn des Titels.

### Mid-Atlantic Championship Wrestling (1983–1985)
1983 ging Slater nach Knoxville, Tennessee und arbeitete zunächst für die Promotion von Ron Fuller, bis ihn Jim Barnett überredete bei einer Fernsehshow auf einem von Ted Turners Sendeplätzen aufzutreten. Zur gleichen Zeit kaufte Jim Crockett die Anteile von Barnett auf und so begann Slaters Mitarbeit bei Mid-Atlantic Championship Wrestling. Booker zu dieser Zeit war Dusty Rhodes, der Slater mit Bob Orton, Jr. ein Tag Team bilden ließ, dass eine Fehde mit Ric Flair hatte. Drahtzieher in der Storyline war Harley Race, der amtierende NWA World Heavyweight Champion. Neben zahlreichen Titelgewinnen durfte Slater auch seinen eigenen Titel tragen und sich als „wahrer“ Heavyweight-Champion gegen Ric Flair deklarieren.

### Mid-South Championship Wrestling (1985–1986)
1985 verließ Slater Mid-Atlantic und ging zur von Bill Watts geführten Promotion Mid-South Wrestling. In Mid-South hatte Slater mit Linda Newton (als Dark Journey) eine Afroamerikanerin als Ringbegleiterin, etwas was zu dieser Zeit nicht üblich war und dementsprechend kontrovers diskutiert wurde. Die Reaktionen darauf waren so heftig, dass Slater sogar angezeigt wurde und er bestimmte Orte nicht mehr besuchen konnte. In Mid-South kämpfte Slater vor allem gegen Jake Roberts und gewann die Mid-South North American Championship, die Mid-South Television Championship und die UWF World Television Championship.

### World Wrestling Federation (1986–1987)
1986 begann Slater für die World Wrestling Federation als Face anzutreten. Er übernahm das Gimmick eines Südstaaten-Rebells. Er kämpfte dort gegen Jake Roberts und Mike Sharpe (bei The Big Event). Er verlor außerdem gegen Don Muraco bei Saturday Night’s Main Event. Letzteres Match musste er nach nur zwei Minuten verlieren. Die WWE wollte ihn danach als Jobber einsetzen, doch Slater ging zurück nach Florida.

### World Championship Wrestling (1987–1996)
Nach einigen wenigen Auftritten in der AWA als „Bodyguard“ des amtierenden Champions Curt Hennig, kehrte Slater zu Mid-Atlantic Championship Wrestling zurück. Er wurde jedoch bald gefeuert, weil er Ric Flair eine Papiertüte über den Kopf zog. Bei World Championship Wrestling (WCW) ersetzte er den verletzten Terry Funk in einem Tag-Team-Match mit The Great Muta beim Clash of Champions VIII. Die beiden verloren gegen Ric Flair and Sting. Slater gewann zusammen mit The Barbarian (Sione Vailahi) den WCW United States Tag Team Champion-Gürtel. Dazu durften sie The Fabulous Freebirds (Jimmy Garvin und Michael Hayes) besiegen. Jedoch wurde der Titel einen Monat später deaktiviert. Slater ersetzte Terry Funk im Stud Stable. Das Stable hatte eine Fehde gegen Harlem Heat. Mit Jimmy Golden gewann er den WCW World Tag Team-Gürtel bei WCW Saturday Night am 22. Juli 1995. Bei Fall Brawl 1995 erhielten Harlem Heat wieder die Titel. 1996 bei einer Fernsehsendung, die in Gainesville, Georgia aufgenommen wurde, verletzte er sich an zwei Rückenwirbeln. Die Verletzung beendete seine Wrestlingkarriere.

## Privatleben
Slater war ein Exfreund von Luna Vachon. Er war außerdem 24 Jahre mit Nancy Turner verheiratet und hatte mit ihr drei Kinder. Bis zu seinem Tod war er mit Monica Walters verheiratet.
Im Juni 2004 wurde Slater angeklagt, weil er seine Exfreundin am 27. Dezember 2003 mit einem Schlachtermesser niedergestochen haben soll. Zu seiner Verteidigung gab er an, am Tag vor dem Zwischenfall eine Reihe von Schmerzmitteln eingenommen zu haben. Am 10. Juni 2004 wurde er zu einem Jahr Hausarrest und zwei Jahren auf Bewährung verurteilt. Er musste sich außerdem von seiner Exfreundin fernhalten und ihr ein Schmerzensgeld von 18.000 Dollar zahlen.

## Titel
- Championship Wrestling from Florida
  - 1× NWA Brass Knuckles Championship (Florida version)[17]
  - 1× NWA Florida Heavyweight Championship[18]
  - 4× NWA Florida Tag Team Championship mit Dusty Rhodes (1×), Stan Vachon (1×), Toru Tanaka (1×) und Johnny Weaver (1×)[19]
  - 2× NWA Florida Television Championship[20]
  - 4× NWA Southern Heavyweight Championship (Florida version)[21]
  - 1× NWA United States Tag Team Championship (Florida version) mit Killer Karl Kox[22]
- Georgia Championship Wrestling
  - 4× NWA Georgia Heavyweight Championship[23]
  - 1× NWA Georgia Tag Team Championship mit Bob Orton, Jr.[24]
  - 1× NWA Macon Tag Team Championship mit Bob Orton, Jr.[25]
- International Wrestling Association of Japan
  - 1× IWA World Heavyweight Championship[26]
- Mid-Atlantic Championship Wrestling / World Championship Wrestling
  - 1× NWA United States Heavyweight Championship[27]
  - 1× NWA Mid-Atlantic Heavyweight Championship[28]
  - 2× NWA Television Championship[29]
  - 1× NWA World Tag Team Championship (Mid-Atlantic version) mit Dusty Rhodes[30]
  - 1× WCW United States Tag Team Championship mit The Barbarian[31]
  - 1× WCW World Tag Team Championship (1×) mit Bunkhouse Buck (Jimmy Golden)[32]
- Mid-South Wrestling Association / Universal Wrestling Federation
  - 2× Mid-South North American Championship[33]
  - 1× Mid-South Television Championship[34]
  - 1× UWF World Television Championship[35]
- Southeastern Championship Wrestling
  - 3× NWA Southeastern Heavyweight Championship (Northern Division)[36]
  - 2× NWA Southeastern Tag Team Championship mit Jerry Blackwell (1×) und Paul Orndorff (1×)[37]
- Southwest Championship Wrestling
  - 2× SCW Southwest Heavyweight Championship[38]
  - 1× SCW Southwest Tag Team Championship mit Bob Sweetan[39]
  - 1× SCW World Tag Team Championship mit Bruiser Brody (Frank Goodish)[40]
- St. Louis Wrestling Club
  - 1× NWA Missouri Heavyweight Championship[41]
- United States Wrestling Association
  - 1× USWA Southern Heavyweight Championship[42]
- Wrestling Observer Newsletter Awards
  - Worst Tag Team (1995) mit Bunkhouse Buck